# Odruchowe rozszerzenie odbytu
Odruchowe rozwarcie odbytu (Reflex Anal Dilation, RAD) – odruchowe rozszerzenie się odbytu człowieka do średnicy większej niż dwa centymetry w odpowiedzi na rozchylenie pośladków lub oddziaływanie na odbyt, np. narzędziem medycznym. Teoretyzowano, że RAD może być biomarkerem związanym z napaścią seksualną na tle analnym u dzieci i że jest on powiązany z innymi wskaźnikami sugerującymi napaść seksualną. Występuje on jednak również u dzieci z ciężkimi przewlekłymi zaparciami oraz u tych, które są poddawane inwazyjnym zabiegom medycznym odbytu, toteż samo stwierdzenie RAD nie jest uważane za dowód nadużycia seksualnego. Normatywna próba dzieci, u których nie podejrzewano, że były ofiarami wykorzystywania seksualnego, wykazała, że u 49 procent dzieci wystąpiło rozszerzenie odbytu, albo ciągłe, albo okresowe, choć rozszerzenie przekraczało 20 mm tylko w 1,2 procent przypadków.
W 1986 roku Marietta Higgs dowiedziała się o związku RAD z napaścią seksualną na konferencji, gdzie zostało to zaprezentowane przez Jane Wynne i Christophera Hobbsa. Higgs intensywnie stosowała tę diagnozę w kolejnym roku, co doprowadziło do skandalu dotyczącego nadużyć wobec dzieci w Cleveland. Podczas procesu diagnoza ta została zdyskredytowana jako jedyny wskaźnik wykorzystywania seksualnego, uznana za oznakę napaści seksualnej przez niewielką mniejszość brytyjskich lekarzy. RAD jako kliniczny wskaźnik wykorzystywania seksualnego jest obecnie uważany za niewiarygodny, jednak Hobbs nadal badał RAD w 2014 roku.